# Perdix
A Perdix a madarak osztályának tyúkalakúak (Galliformes) rendjébe a fácánfélék (Phasianidae) családjába és a fogolyformák (Perdicinae) alcsaládjába tartozó nem.

## Rendszerezés
A nembe az alábbi 3 faj tartozik:
- tibeti fogoly (Perdix hodgsoniae)
- fogoly (Perdix perdix)
- rozsdásmellű fogoly (Perdix dauurica vagy Perdix dauuricae)